# Holoaden luederwaldti
Holoaden luederwaldti é uma espécie de anfíbio  da família Leptodactylidae.
É endémica do Brasil.
Os seus habitats naturais são: matagal tropical ou subtropical de alta altitude, campos de altitude subtropicais ou tropicais e áreas rochosas.
Está ameaçada por perda de habitat.